# Via Alpina
Via Alpina je mreža čezmejnih pohodniških poti na dolge razdalje, ki uporablja pet različnih poti za dostop do vseh osmih alpskih držav, vključno s Švico, Liechtensteinom, Avstrijo, Slovenijo, Italijo, Monakom, Francijo in Nemčijo. Najdaljša med potmi je rdeča pot, katere končni postaji sta v Trstu in Monaku.

## Zgodovina in organizacija
Via Alpina je bila ustanovljena leta 1999 v Grenoblu na pobudo Združenja Grande Traversée des Alpes (GTA) in bila ustanovljena leta 2000 skupaj s skupino javnih in zasebnih organizacij iz osmih držav. Med letoma 2001 in 2008 sta razvoj Vie Alpine podpirala dva zaporedna projekta INTERREG IIIB Alpine Space, kar pomeni, da so vključene države EU prejele 50 odstotkov sredstev za stroške projekta iz Sklada EU za regionalni razvoj (Slovenija od leta 2004: 75 %). Od leta 2002 je Via Alpina tudi uradni izvedbeni projekt Alpske konvencije, ki spodbuja trajnostni razvoj v alpskem prostoru. Številne ponudbe vzdolž Vie Alpine, kot so vodeni izleti, popolni paketi za posamezne odseke, vključno s potovanjem in prenočitvijo, ter posebne ponudbe za otroke in starejše približujejo regionalno kulturo in zgodovino ter pomagajo ohranjati dodano vrednost v regiji.
Združenje GTA je do januarja 2014 vodilo mednarodni sekretariat za Vio Alpino, nato Mednarodno komisijo za varstvo Alp CIPRA (Lihtenštajn). Nacionalni sekretariat je odgovoren za lokalno izvajanje v vsaki državi. Avstrijska planinska zveza in Nemška planinska zveza sta to nalogo prevzeli za Avstrijo oziroma Nemčijo, Organizacija švicarskih pohodniških poti za Švico, Urad za okolje za Liechtenstein. Cilj je podpirati trajnostni razvoj v oddaljenih gorskih območjih ter spodbujati alpske kulture in kulturne izmenjave.
Za Vio Alpino niso bile ustvarjene nove poti ali druga infrastruktura. Uporablja se mreža obstoječih planinskih poti in prenočišč. Poleg obstoječe signalizacije je nameščen logotip Vie Alpine. 342 etapnih točk je opremljenih z večjezičnimi informacijskimi tablami.

## Poti
Na voljo je pet poti s skupno dolžino več kot 5000 km in 342 dnevnih etap. V Italiji je 121 etap, v Avstriji 70, v Švici 54, v Franciji 40, v Nemčiji 30, v Sloveniji 22 etap, v Lihtenštajnu tri in v Monaku ena etapa. Na uradni spletni strani Vie Alpine je pet poti označenih s črkami A, B, C, D, R.

### Vijolična pot
Na Vijolični poti (A) s 66 etapami boste našli štiri narodne parke v Sloveniji, Avstriji in Nemčiji. Vijolični del je tudi simbol bogate kulture Alp z največjo samostansko knjižnico na svetu v opatiji Admont ali kraljevimi gradovi v Hohenschwangauu na Bavarskem.
Pot vodi skozi naslednje gorske skupine Alp: Vzhodne Julijske Alpe (Triglav), Karavanke, Kamniško-Savinjske Alpe, Labotniške Alpe, Vzhodne Ture, Ennstaler Alpen, Totes Gebirge, Salzkammergut, Dachstein, Tennengebirge, Berchtesgadenske Alpe, Chiemgauske Alpe, Bavarske Predalpe, Ammergauske Alpe, Allgäuske Alpe.

### Rumena pot
Rumena pot (B) poteka pretežno (31 od 40 etap) po Italiji, sprva od Milj pri Trstu ob slovenski meji proti severu, nato pretežno proti zahodu in nazadnje skozi Avstrijo v Nemčijo (Oberstdorf). Pomeni ledeniški svet v Ötztalskih in Pitztalskih Alpah, pa tudi fascinantno zgodbo o Ötziju, ledenem možu, ki so ga našli na Tisenjochu blizu najvišje točke celotne Vie Alpine, Similaunhütte (3019 m).
Pot vodi skozi naslednje gorske skupine Alp: Zahodne Julijske Alpe, Karnijske Alpe, Dolomite, Ötztalske Alpe, Lechtalske Alpe, Allgäuske Alpe.

### Zelena pot
Zelena pot (C) je najkrajša s 14 etapami. Vodi iz Lihtenštajna čez osrednjo Švico do Bernskega gorja in nanjo lahko gledamo kot na bližnjico znotraj Rdeče poti. Zelena pot Via Alpina poteka po švicarski nacionalni poti št. 1 (prej znana kot švicarska alpska pot) od Sargansa do Lenka, ki se nato nadaljuje čez nadaljnje štiri prelaze do Montreuxa.
Pot se začne v Rätikonu na nadmorski višini 1402 m pri planinski koči na Alpe Sücka (Triesenberg FL), kjer se odcepi od Rdeče poti. Od razglednega stolpa Gaflei je Zelena pot del pohodniške poti 1 v švicarski pohodniški regiji, ki je bila do leta 2008 znana tudi kot pot Alpine Pass, zdaj pa se dosledno imenuje Via Alpina. Etape od Meiringena do Adelbodna sovpadajo tudi z medkrajevno potjo Hintere Gasse.
Pot vodi skozi naslednje gorovje v Alpah:
- Skozi Appenzellske Alpe, Glarus Alpe, Uri Alpe
- Bernske Alpe

### Modra pot
Modra pot (D) vodi skozi Švico, Italijo in Francijo v 61 etapah. Vzdolž Primorskih Alp boste našli veliko miru in tišine v samotnih gorskih vasicah, edinstvena pokrajina na območju narodnega parka Gran Paradiso pa še vedno priča o divjini narave.
Pot vodi skozi naslednje gorovje v Alpah:
- Peninske Alpe – Piemont – Kotijske Alpe (Queyras/Monviso) – Primorske Alpe

### Rdeča pot
Rdeča pot (R) je s 161 dnevnimi etapami najdaljša od petih poti, prečka vsako od osmih alpskih držav in se vsaj dvakrat dotakne vsake od štirih drugih poti. 
Pot vodi skozi naslednje gorske skupine Alp: Julijske Alpe, Karavanke, Karnijske Alpe, Dolomite, Rieserfernerjevo skupino, Zillertalske Alpe, Tuxske Alpe, Karwendel, Wettersteinske gore, gorovje Mieming, Lechtalske Alpe, Allgäuske Alpe, gorovje Lechquelle, gorovje Bregenzerwald, Rätikon, Silvretta, skupina Sesvenna, Retijske Alpe, Lepontinske Alpe, Valaisske Alpe, Bernske Alpe, Chablais, Mont Blanc, Savojske Alpe, Dofinejske Alpe, Kotijske Alpe, Primorske Alpe, Spodnji Piemont, Ligurske Alpe.

## Vključene poti
V Vio Alpino so bile v celoti ali delno vključene naslednje obstoječe daljinske poti:
- Evropska daljinska pohodna pot E5
- Maximiliansweg v Bavarskih Alpah
- Pot miru na Karnijskem grebenu
- Sentiero Italia v Lombardiji
- Grande Traversata delle Alpi (in torej tudi Sentiero Italia) v Piemontu
- Alta Via Val di Susa v dolini Piemont Susa
- GR 5 (znan tudi kot Grande Traversée des Alpes v Alpah) v Franciji
- GR 52A v francoskih pomorskih Alpah